# Desmond Brayley, Baron Brayley

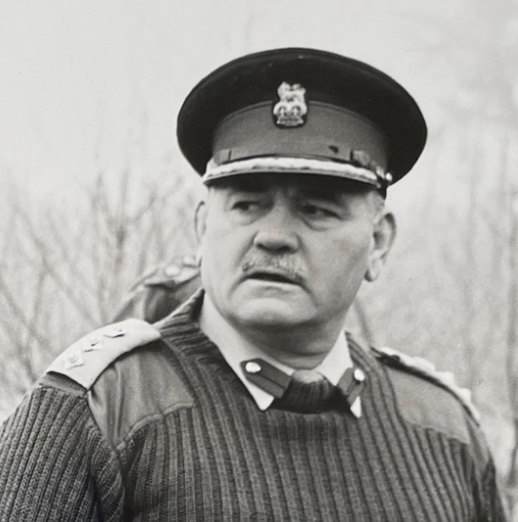
Desmond Brayley

John Desmond Brayley, Baron Brayley MC, DL (* 29. Januar 1917 in Pontypridd, Glamorgan; † 16. März 1977 in Cardiff) war ein britischer Armeeoffizier und Geschäftsmann, der kurze Zeit das Amt eines Kabinettsminister innehatte.

## Armeelaufbahn
Brayley war gebürtiger Waliser und kam in Pontypridd, Glamorgan, zur Welt. Nach seiner Grundschulzeit bewarb er sich im Alter von 17 Jahren zur Königlichen Artillerie und wurde dort später Ausbilder in Körperertüchtigung.
Er war ein begeisterter Boxwettkämpfer und errang Meistertitel im Boxen bei der Armee. Während des Krieges hat er im Fallschirmregiment gedient. Ihm wurde 1942 das Military Cross (MC) für seinen Einsatz in der nordafrikanischen Wüste verliehen. Das MC wird Militärangehörigen für vorbildlichen Tapferkeit während aktiver Einsätze gegen den Feind auf dem Land verliehen. Brayley diente bei einer Einheit, die Vorbild für heutige Sondereinheiten ist, und trainierte Soldaten, um hinter feindlichen Linien mit dem Fallschirm abzuspringen und gegen den Feind so viele Störmanöver wie möglich durchzuführen. Er hat ferner in Sizilien und Kreta gedient und wurde am 23. September 1943 von seinem Vorgesetzten für seine Verdienste und seine Tapferkeit gegen den Feind lobend erwähnt (Mentioned in Despatches).

## Politische und geschäftliche Karriere
1946 wurde er für die Phoenix Glass Co Ltd in Bristol tätig, die durch seine Entdeckung von Märkten für seine Glasflaschen erfolgreich gewesen ist. Anschließend hat er in die Glasherstellung zu Canning Town Glassworks Group gewechselt, deren Vorsitzender er 1961 geworden ist. Er hat immer betont, keine Ahnung von der Glasherstellung zu haben, jedoch davon, wie man eine Mannschaft führt. Er hat die Gesellschaft aufgebaut, die jahrelang beachtliche Gewinne erzielt hat.
Brayley hat mit George Wigg, Baron Wigg, dem Paymaster General der Labour Party eine Begeisterung für das Pferderennen geteilt und besaß auch selbst mehrere Pferde. Er wurde Harold Wilson vorgestellt, und die beiden sind bald Freunde geworden. Nach dem Scheitern des Premierministers im Jahre 1970 hat Sir Desmond seinen persönlichen Chauffeur, seinen Rolls-Royce und sein Londoner Haus Harold Wilson zur Verfügung gestellt, der später Brayley für den Ritterstand vorschlug. 1973 wurde Desmond in den Adelsstand als Baron Brayley der Stadt Cardiff berufen.
Er wurde im März 1974 mit der Übernahme eines Regierungsbüros beauftragt, in dem er als Unterstaatssekretär für die Armee tätig war. Zu diesem Zeitpunkt trat er als Vorsitzender seiner Gesellschaft zurück und verkaufte seine Unternehmensanteile für mehr als 1 Million £. Nachdem Ermittlungen über eine Gesellschaft eingeleitet worden waren, an der er beteiligt war, hat er seinen Rücktritt unterzeichnet, um dem Premierminister nicht zu schaden. Trotz eines eingeleiteten Ermittlungsverfahrens über seine Geschäfte konnte ihm bis zu seinem Tod 1977 kein Fehlverhalten nachgewiesen werden.
Er wurde 1970 Deputy Lieutenant für Groß-London, war Justice of the Peace (JP) für Middlesex, und gleichzeitig Vorsitzender und Treuhänder des Saints and Sinners Club in London.

## Lebensstil
Brayley war ein wohlhabender Mann, der stilvoll gelebt hat und eine Dachterrassenwohnung in Arlington House, Piccadilly und Hailey House, einem Landhaus in Oxfordshire besaß. Er war als großzügiger Spender bekannt und hatte seine Freude daran, nach Cardiff für soziale Veranstaltungen zurückzukehren und die Mannschaft von Wales beim Rugby-Spiel vom Balkon seiner Wohnung aus zu beobachten. Er war ein begeisterter Sportsegler und hat 'Natalie', eine klassische 527 Tonnen, 177-Fuß-Motorjacht besessen. Er war auch ein ebenso begeisterter Angler und Freizeitpilot.
Trotz seines beträchtlichen Reichtums hat er nie seine Wurzeln vergessen. Er war durch die Armut tief betroffen, die ihn umgab, als er als kleiner Junge in Rhondda aufgewachsen ist.

## Philanthrop
Brayley war ebenso Freimaurer wie Vorstand der Königlichen Artillerie-Vereinigung Royal Artillery Association und Mitglied der Grand Order of Water Rats einer Showbusiness-Wohltätigkeitsorganisation. Er war ein Ehrenbürger der Londoner City, Mitglied der Royal Society of Arts, Präsident der Gesellschaft für Geistig behinderte Kinder Society for Mentally Handicapped Children, Gönner des Freimaurerischen Krankenhauses Masonic Hospital, sowie Präsident des Amateur Boys Boxing Clubs.

## Ableben
Desmond Brayley ist in Cardiff nach einer kurzen Krankheit im März 1977 im Alter von 60 Jahren gestorben. Seine Ehe wurde bereits 1960 aufgelöst. Er hinterließ zwei Töchter und zwei Enkel.